# کتابخانه ملی ولز
کتابخانه ملی ولز (به انگلیسی: National Library of Wales) یک کتابخانه در بریتانیا است که در کردیگیون واقع شده است.